# Pablo Albano
Pablo Alberto Albano (ur. 11 kwietnia 1967 w Buenos Aires) – argentyński tenisista, finalista US Open 1997 w grze mieszanej, reprezentant w Pucharze Davisa.

## Kariera tenisowa
Treningi tenisowe rozpoczął jako 8-latek, a jako zawodowy tenisista występował w latach 1986–2001.
W grze pojedynczej zagrał w 1992 roku w wielkoszlemowym US Open, kiedy przeszedł eliminacje, by odpaść w 1 rundzie turnieju głównego z Andriejem Czesnokowem.
W grze podwójnej Albano awansował do 18 finałów, z których 9 wygrał. Dwukrotnie doszedł do półfinału French Open, w latach 1992 i 1999. W 1992 roku startował w Paryżu wspólnie z Cássio Mottą, a w 1999 roku z Tomásem Carbonellem.
W 1997 roku Albano doszedł razem z Mercedes Paz do finału US Open w grze mieszanej. Argentyńska para przegrała finał z Manon Bollegraf i Rickiem Leachem 6:3, 5:7, 6:7(3).
W reprezentacji narodowej w Pucharze Davisa Albano – grał z przerwami – w latach 1993–1997, wyłącznie w deblu. Bilans jego występów to 3 zwycięstwa i 2 porażki.

### Finały w turniejach ATP World Tour
| Nazwa                              |
| ---------------------------------- |
| Wielki Szlem                       |
| Igrzyska olimpijskie               |
| ATP World Tour World Championships |
| ATP Super 9                        |
| ATP Championship Series            |
| ATP World Series                   |

#### Gra mieszana (0–1)
| Końcowy wynik | Nr | Data | Turniej            | Nawierzchnia | Partnerka    | Przeciwnicy                | Wynik finału     |
| ------------- | -- | ---- | ------------------ | ------------ | ------------ | -------------------------- | ---------------- |
| Finalista     | 1. | 1997 | US Open, Nowy Jork | Twarda       | Mercedes Paz | Manon Bollegraf Rick Leach | 6:3, 5:7, 6:7(3) |

#### Gra podwójna (9–9)
| Końcowy wynik | Nr | Data | Turniej    | Nawierzchnia    | Partner             | Przeciwnicy                        | Wynik finału      |
| ------------- | -- | ---- | ---------- | --------------- | ------------------- | ---------------------------------- | ----------------- |
| Finalista     | 1. | 1989 | San Marino | Ceglana         | Gustavo Luza        | Simone Colombo Claudio Mezzadri    | 4:6, 1:6          |
| Zwycięzca     | 1. | 1990 | Genewa     | Ceglana         | David Engel         | Neil Borwick David Lewis           | 6:3, 7:6          |
| Zwycięzca     | 2. | 1993 | Bordeaux   | Twarda          | Javier Frana        | David Adams Andriej Olchowski      | 7:6, 4:6, 6:3     |
| Finalista     | 2. | 1993 | São Paulo  | Ceglana         | Javier Frana        | Sergio Casal Emilio Sánchez        | 6:4, 6:7, 4:6     |
| Finalista     | 3. | 1995 | San Marino | Ceglana         | Federico Mordegan   | Jordi Arrese Andrew Kratzmann      | 6:7, 6:3, 2:6     |
| Zwycięzca     | 3. | 1996 | San Marino | Ceglana         | Lucas Arnold Ker    | Mariano Hood Sebastián Prieto      | 6:1, 6:3          |
| Zwycięzca     | 4. | 1996 | Umag       | Ceglana         | Luis Lobo           | Ģirts Dzelde Udo Plamberger        | 6:4, 6:1          |
| Finalista     | 4. | 1996 | Marbella   | Ceglana         | Lucas Arnold Ker    | Andrew Kratzmann Jack Waite        | 7:6, 3:6, 4:6     |
| Zwycięzca     | 5. | 1997 | Mediolan   | Dywanowa (hala) | Peter Nyborg        | David Adams Andriej Olchowski      | 6:4, 7:6          |
| Finalista     | 5. | 1997 | Barcelona  | Ceglana         | Àlex Corretja       | Alberto Berasategui Jordi Burillo  | 3:6, 5:7          |
| Zwycięzca     | 6. | 1997 | Monachium  | Ceglana         | Àlex Corretja       | Karsten Braasch Jens Knippschild   | 3:6, 7:5, 6:2     |
| Zwycięzca     | 7. | 1998 | Majorka    | Ceglana         | Daniel Orsanic      | Jiří Novák David Rikl              | 7:6, 6:3          |
| Finalista     | 6. | 1998 | Palermo    | Ceglana         | Daniel Orsanic      | Donald Johnson Francisco Montana   | 4:6, 6:7          |
| Zwycięzca     | 8. | 2000 | Bogota     | Ceglana         | Lucas Arnold Ker    | Juan Balcells Mauricio Hadad       | 7:6(4), 1:6, 6:2  |
| Zwycięzca     | 9. | 2000 | Kitzbühel  | Ceglana         | Cyril Suk           | Joshua Eagle Andrew Florent        | 6:3, 3:6, 6:3     |
| Finalista     | 7. | 2000 | Palermo    | Ceglana         | Marc-Kevin Goellner | Tomás Carbonell Martín García      | walkower          |
| Finalista     | 8. | 2001 | Casablanca | Ceglana         | David Macpherson    | Michael Hill Jeff Tarango          | 6:7(2), 3:6       |
| Finalista     | 9. | 2001 | Bukareszt  | Ceglana         | Marc-Kevin Goellner | Ałeksandar Kitinow Johan Landsberg | 4:6, 7:6(5), 6–10 |